# Parameter (Statistik)
In der Statistik fassen aggregierende Parameter oder Maßzahlen die wesentlichen Eigenschaften einer Häufigkeitsverteilung, z. B. einer längeren Reihe von Messdaten, oder einer Wahrscheinlichkeitsverteilung zusammen.
Einige Parameter der deskriptiven Statistik entsprechen den Momenten von Zufallsvariablen.
Die Bezeichnung Parameter wird auch bei Verteilungsmodellen verwendet, man spricht dann von Verteilungsparametern. Er ist dann meist eine von mehreren Größen, die zusammen mit der Verteilungsklasse die genaue Form einer Verteilung festlegen.

## Lageparameter

Der Median (hier {\displaystyle {\tfrac {\ln 2}{\lambda }}}) teilt die Masse der Verteilung
Der Erwartungswert (hier {\displaystyle {\tfrac {1}{\lambda }}}) ist der Schwerpunkt der Verteilung

Lageparameter dienen dazu, die Lage der Gesamtheit der Stichprobenelemente beziehungsweise der Elemente der Grundgesamtheit in Bezug auf die Messskala pauschal zu beschreiben.
Ein Lageparameter fasst die Gesamtheit der betrachteten Werte zu einer repräsentativen Zahl – der zentralen Tendenz – zusammen.

### Definition
Sei {\displaystyle x_{1},\dots ,x_{n}\in \mathbb {R} } eine Stichprobe.
Eine Funktion {\displaystyle l:x_{1},\dots ,x_{n}\mapsto \mathbb {R} } heißt Lagemaß, wenn sie translationsäquivariant ist:
{\displaystyle l(x_{1}+a,\dots ,x_{n}+a)=l(x_{1},\dots ,x_{n})+a} mit {\displaystyle a\in \mathbb {R} }

### Beispiele
In der deskriptiven Statistik nutzt man als Lageparameter einer Verteilung:
- Arithmetisches Mittel: {\displaystyle l_{\text{arithm.}}(x_{1},\dots ,x_{n})={\frac {1}{n}}(x_{1}+\cdots +x_{n})}
- empirische Quantile: Median, Quartile, Dezile, Perzentile
- Modus

Für die drei zuerst genannten Lageparameter sowie Modus und Median siehe auch Mittelwert.
Bei Zufallsvariablen spricht man vom Erwartungswert.
Nach der obigen Definition sind folgende Kenngrößen keine Lagemaße:
- Geometrisches Mittel: {\displaystyle l_{\text{geom.}}(x_{1},\dots ,x_{n})={\sqrt[{n}]{x_{1}\cdot x_{2}\dotsm x_{n}}}}
- Harmonisches Mittel: {\displaystyle l_{\text{harm.}}(x_{1},\dots ,x_{n})={\frac {n}{{\frac {1}{x_{1}}}+\cdots +{\frac {1}{x_{n}}}}}}

## Streuungsparameter
Unter einem Streuungsmaß oder Dispersionsmaß (auch Streuungsparameter) versteht man statistische Kennziffern, durch deren Ermittlung sich Aussagen über die Verteilung etwa von aus Wägungen und Zählungen stammenden Messwerten um den Mittelpunkt treffen lassen. In der deskriptiven Statistik beschreibt man die Streuung oder Dispersion mit folgenden Maßen:
- Summe der Abweichungsquadrate, Summe der quadratischen Abweichungen der Messwerte von ihrem arithmetischen Mittel
- empirische Varianz, auch (mehrdeutig) Stichprobenvarianz genannt, die mittlere quadrierte Abweichung vom arithmetischen Mittel
- empirische Standardabweichung, die Wurzel aus der empirischen Varianz
- Spannweite, die Differenz zwischen größter und kleinster Beobachtung (englisch range)
- mittlere absolute Abweichung vom arithmetischen Mittel
- Interquartilsabstand, der die mittleren 50 % der Beobachtungen enthält (engl. interquartile range)

## Gestaltmaße bzw. -parameter
- Schiefe (Statistik)
- Wölbung (Statistik)